# Bliestorf
Bliestorf ist eine Gemeinde im Kreis Herzogtum Lauenburg in Schleswig-Holstein. Zur Gemeinde gehört das Gut Bliestorf.

## Geschichte
Das Dorf wurde 1380 in einer Urkunde als „Blystorpe“ zum ersten Mal erwähnt. Der Name bezeichnet das „Dorf des Blizza“, welches ein altslawischer Rufname ist. Der Gutshof und das zugehörige Dorf kamen zeitweise in den Besitz der Hansestadt Lübeck, gelangten aber 1747 mit den Möllner Pertinenzien wieder an das Herzogtum Lauenburg zurück. Von 1874 bis 1928 waren Gutshof und das Dorf gemeinderechtlich getrennt. Seit 1888/89 gehört die Gemeinde zum Amt Berkenthin (früher Amtsbezirk).

## Politik

### Gemeindevertretung
Bei der Kommunalwahl am 14. Mai 2023 wurden insgesamt neun Sitze vergeben. Von diesen erhielt die Bliestorfer Wählergemeinschaft fünf Sitze, die SPD drei Sitze und die Aktiven Bliestorfer einen Sitz.

### Wappen
Blasonierung: „Von Silber und Grün im Dreibergschnitt geteilt, links oben ein grüner rechtsgewendeter Strahl, unten die Frontalansicht eines silbernen Giebelhauses.“
Das silberne Giebelhaus stellt das Gemeindehaus dar, das bis 1864 zu der in Erbfolge vergebenen Bauernvogtstelle gehörte. Der grüne Strahl ist dem Wappen der Ritter von Crummesse entlehnt, die Bliestorf wahrscheinlich im 13. Jahrhundert gegründet haben. Der Dreiberg und die Farbe Grün nehmen Bezug zum Bliestorfer Wald, der mehr als ein Drittel der Gemarkung bedeckt.

## Sehenswürdigkeiten
In der Liste der Kulturdenkmale in Bliestorf stehen die in der Denkmalliste des Landes Schleswig-Holstein eingetragenen Kulturdenkmale.

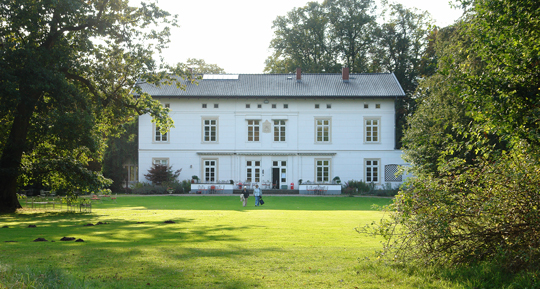
Herrenhaus von Bliestorf

Die Hofanlage „Neu-Bliestorf“ entstand um 1740 und geht auf die Familie von der Sode zurück. Das Herrenhaus wurde 1843 vom Gutsbesitzer und Oberforstmeister August Luis Detlev von Schrader (* 1827, † 1859), der das Gut Ende des 18. Jahrhunderts von der Familie von Rumohr erwarb, im Schweizer Stil erbaut (Fertigstellung ca. 1843). Karl von Schrader (* 1848, † 1896) wurde hier geboren und übernahm in Folge den Besitz. Der sogenannte „Alte Hof“ lag an der Bliestorfer Hauptstraße. Der erste urkundlich erwähnte Besitzer des Gutes war die Familie Crummesse. Eine Reihe großer Namen der lübschen und lauenburgischen Geschichte waren im Folgenden Eigentümer des Gutes, unter ihnen Namen wie v. Tode, v. Köhler und v. Wickede, die Bürgermeister der Stadt Lübeck waren. 1910 kaufte der Urgroßvater des derzeitigen Besitzers, Baron Johann Rudolph v. Schröder II. (1852–1938), Inhaber des Hamburger Bankhauses Schröder Gebrüder & Co., das Gut.